# Tomaszów (powiat pińczowski)
Tomaszów – wieś w Polsce położona w województwie świętokrzyskim, w powiecie pińczowskim, w gminie Michałów.
| SIMC    | Nazwa     | Rodzaj    |
| ------- | --------- | --------- |
| 0250777 | Kamieniec | część wsi |

W latach 1975–1998 miejscowość należała administracyjnie do województwa kieleckiego.